# Robert Alda
Robert Alda, właśc. Alphonso Giuseppe Giovanni Roberto D’Abruzzo (ur. 26 lutego 1914 w Nowym Jorku, zm. 3 maja 1986 w Los Angeles) – amerykański aktor, piosenkarz i tancerz pochodzenia włoskiego. Laureat Tony Award za rolę Skya Mastersona w broadwayowskiej komedii muzycznej Faceci i laleczki (1951).

## Życie osobiste
Urodził się jako Alphonso Giuseppe Giovanni Roberto d’Abruzzo w Nowym Jorku, jako syn Alphonso d’Abruzzo, fryzjera i Frances Tumillo. Po ukończeniu studiów w New York University Architectural School, Alda został zatrudniony jako kreślarz architektoniczny w Nowym Jorku w latach 1928-1931. Ponieważ posiadał doskonały talent wokalny, przykuwał uwagę na scenie, koncertując w pokazach burleski, takich jak Charlie Ahearn and His Millionaires (1933). Kontynuując tę formę teatru popularnego, pojawił się również w wielu letnich przedstawieniach plenerowych w latach 1935-1940 w Catskills. Wśród nich znalazło się wiele słynnych sztuk tego okresu: Golden Boy, Of Mice and Men, Three Men on a Horse, Waiting for Lefty, Room Service i Tobacco Road. Opracował pseudonim sceniczny, używając pierwszych dwóch liter Alphonso i d'Abruzzo jako swojego nazwiska i anglicyzując Roberto jako swoje imię. W burlesce Alda grał prostego człowieka i wokalistę z Budem Abbottem i Lou Costello, Ragsem Raglandem i Philem Silversem. Najwyraźniej był wystarczająco wszechstronny, jak donosił nekrolog „New York Timesa” (5 maja 1986), aby „przedstawiać pijaków, włóczęgów i nieletnich” w swoim okresie wodewilowym.
W 1932 r. poślubił Joan Browne, z którą 14 lat później się rozwiódł. Z tego związku miał syna Alana Aldę. Jego drugą żoną był Flora Martino, mieli syna Antony’ego Aldę. Obaj synowie Roberta Aldy zostali aktorami.

## Wybrana filmografia

### Filmy
- 1945: Błękitna rapsodia (Rhapsody in Blue) jako George Gershwin
- 1946: W tajnej misji (Cloak and Dagger) jako Pinkie
- 1955: Najpiękniejsza kobieta świata (Beautiful But Dangerous) jako Maestro Doria
- 1959: Zwierciadło życia (Imitation of Life) jako Allen Loomis
- 1973: Wąż (Night Flight from Moscow) jako osoba przesłuchująca
- 1975: Dom egzorcyzmów (Lisa e il diavolo) jako ks. Michael

### Seriale TV
- 1959: Alfred Hitchcock przedstawia jako Ben Nelson
- 1967: Ironside jako Johnny Utrecht
- 1968: Ironside jako F.A. Hobarth
- 1969: Ironside jako Walter Thorne
- 1970: Mission: Impossible jako Diego Maximillian
- 1975: Kojak jako Adrian Marshall
- 1975–1980: M*A*S*H jako dr Anthony Borelli
- 1978: Najwięksi bohaterowie Biblii (Greatest Heroes of the Bible) jako Wezyr
- 1978: Wonder Woman jako Harcourt
- 1978: Człowiek pająk podejmuje walkę (The Amazing Spider-Man) jako Pan White
- 1978: Miecz sprawiedliwości (Sword of Justice) jako Elliot Stroud
- 1980: Diukowie Hazzardu jako C. J. Holmes
- 1981: Statek miłości jako dr Frank Leonhardt
- 1981: Dni naszego życia jako dr Stuart Whyland